# 광희문
광희문(光熙門, 영어: Gwanghuimun)은 조선의 수도인 한양의 간문 중 하나로 남동쪽에 위치했다. 이름의 '광희'는 "빛이 멀리까지 사방을 밝힌다(光明遠熙)"라는 데에서 유래했다. 내수구인 청계천과 가까워 수구문(水口門)이라고 하였고, 도성의 장례 행렬이 통과하던 문이어서 일제강점기 당시 시민들은 시구문(屍口門)이라고도 불렀다. 17세기에는 남소문(南小門)과 혼동되었다. 그러나 조선 전기 1456년에 건립되어 1469년 폐문되고 1913년에 철거된 남소문과는 무관하다.
광희문은 한양도성의 축조와 함께 1396년에 건립되었다. 일제 강점기에 문루가 망가졌다가 1975년 문을 남쪽으로 옮겨 문루와 함께 복원했다.

## 역사

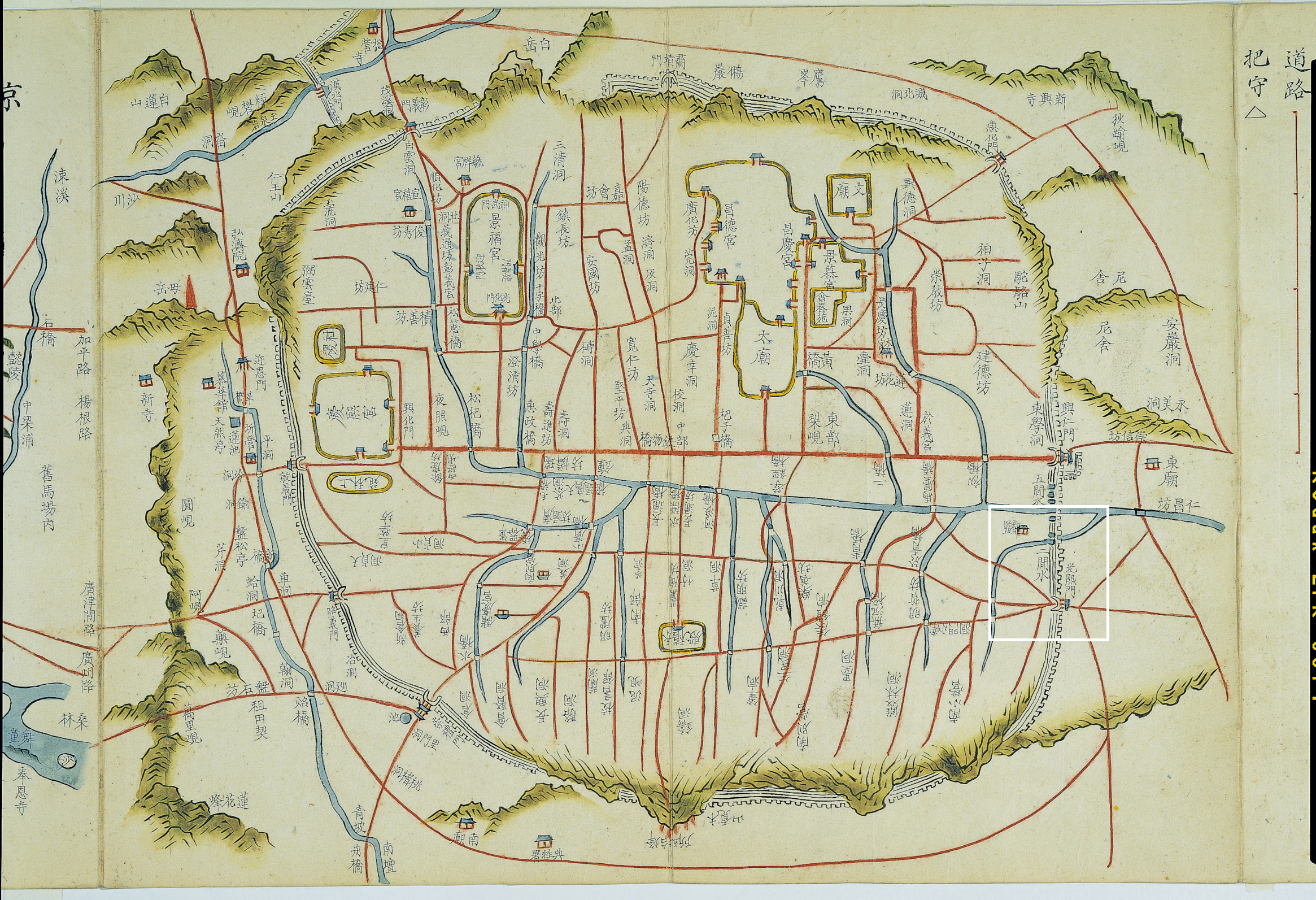
대동여지도 중 도성도에 광희문 부분이 흰 박스로 강조되어 있다.

광희문은 1396년(태조 5년) 9월 다른 성문과 함께 완공되었다. 이때 흥인지문과 함께 목멱산과 타락산 사이에 건축되었고, 남소문동천과 개천(開川)인 청계천이 만나는 이간수문 남쪽에 위치하였다. 목조 문루는 단층에 전면 3칸 측면 2칸, 우진각지붕꼴로 건축되었다. 일반 백성들이 주로 이용했으며, 왕이 광희문을 사용한 경우는 병자호란 때 왕이 가마를 타고 남한산성으로 피란할 때를 제외하고는 기록된 바가 없다.
전란을 거치며 숭례문과 흥인지문을 제외한 한양도성의 문루는 모두 소실되었다. 숙종과 영조는 소실된 문루를 다시 건축하는데, 그때 가장 먼저 문루가 세워진 것이 광희문이다. 숙종 37년인 1711년에 민진후가 광희문을 고쳐 쌓을 것을[改設] 건의한 것이 받아들여져 광희문의 관리를 담당하던 금위영이 2월부터 공사를 시작했다. 이때 숭례문과 흥인지문처럼 중층으로 하지 않고 남한산성의 문을 선례로 단층으로 짓기로 계획했다. 이로써 이듬해 4월 11일까지 육축 9칸을 다시 쌓아 문짝을 달았는데 홍예문으로 했다. 그러나 문루는 목재를 충분히 마련한 후에 재건하기로 하고 이때까지 마련한 목재는 돈의문의 재건에 사용하였다. 1719년(숙종 45년) 1월 25일에 민진후가 "국초(國初)에 도성을 쌓은 뒤 문루를 모두 세웠다"라고 말한 것으로 보아 그 이전에 완공된 것으로 보며, 2월에는 편액을 새로 걸었다. 단청은 영조 20년인 1744년에 칠했다.

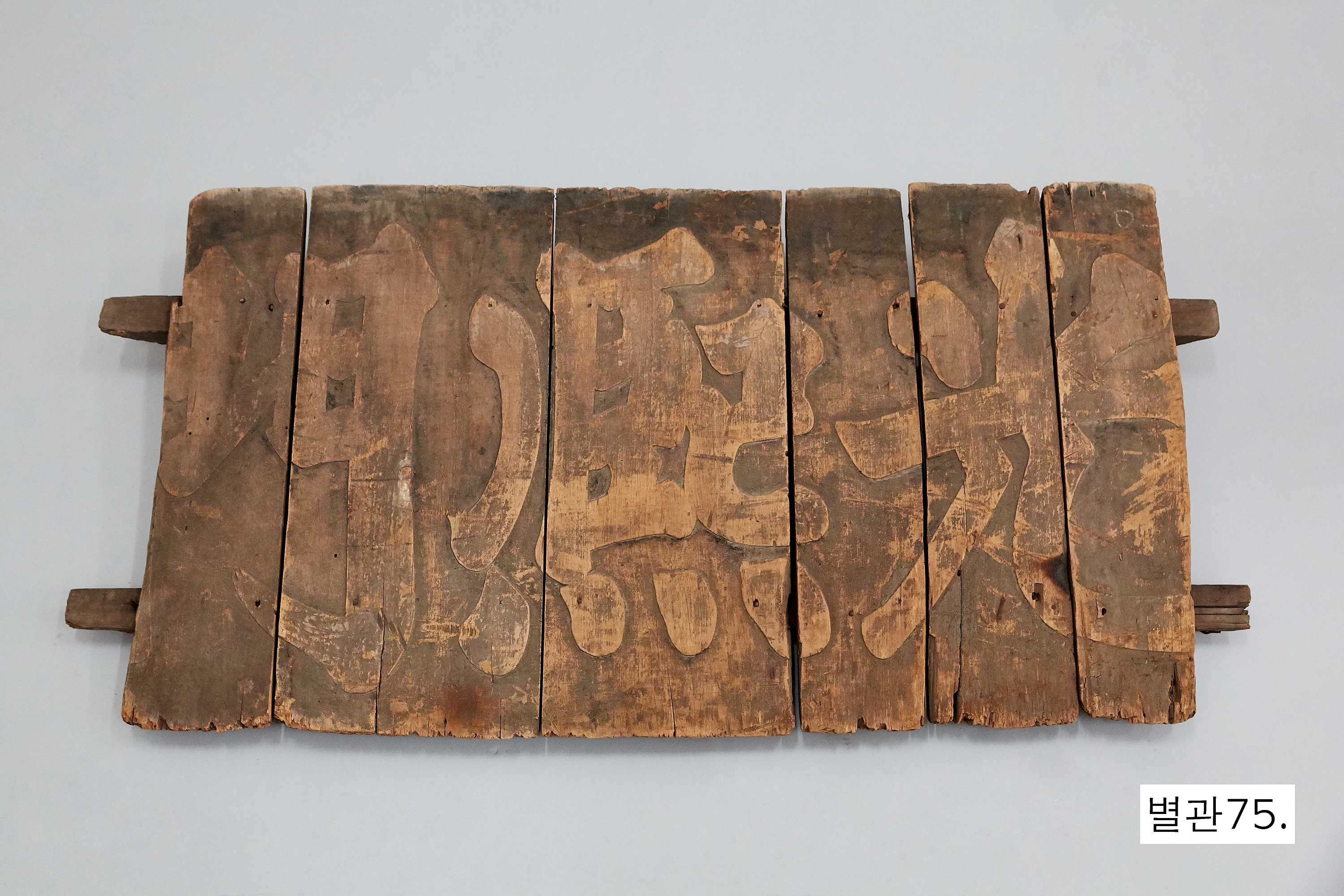
광희문에 달려있었던 편액.
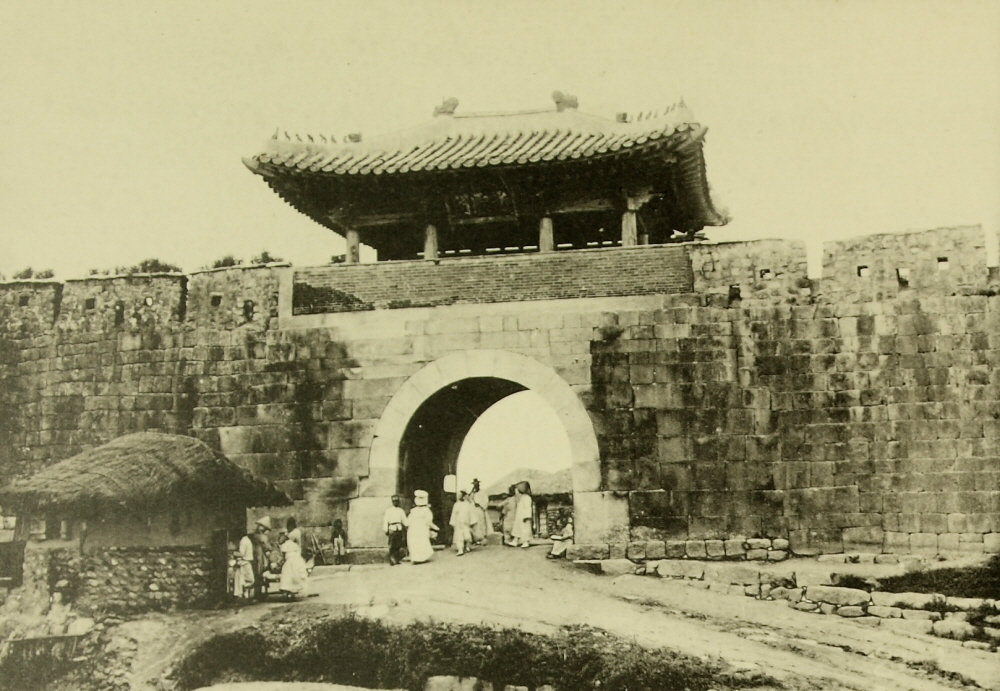
조선 말의 광희문. 아직 문루여장이 남아있다.
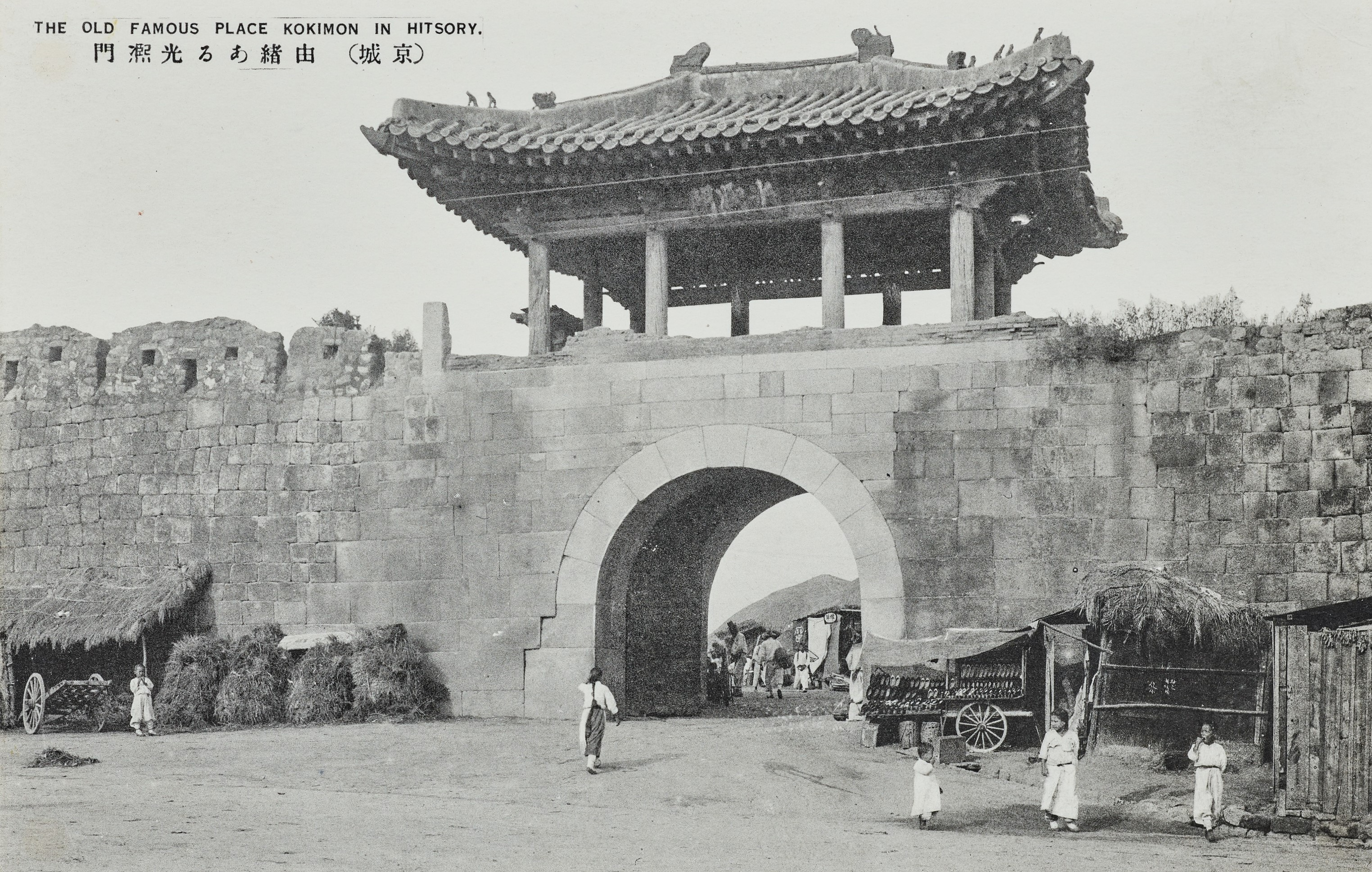
일제강점기 초의 모습. 여장이 허물어져 간다.
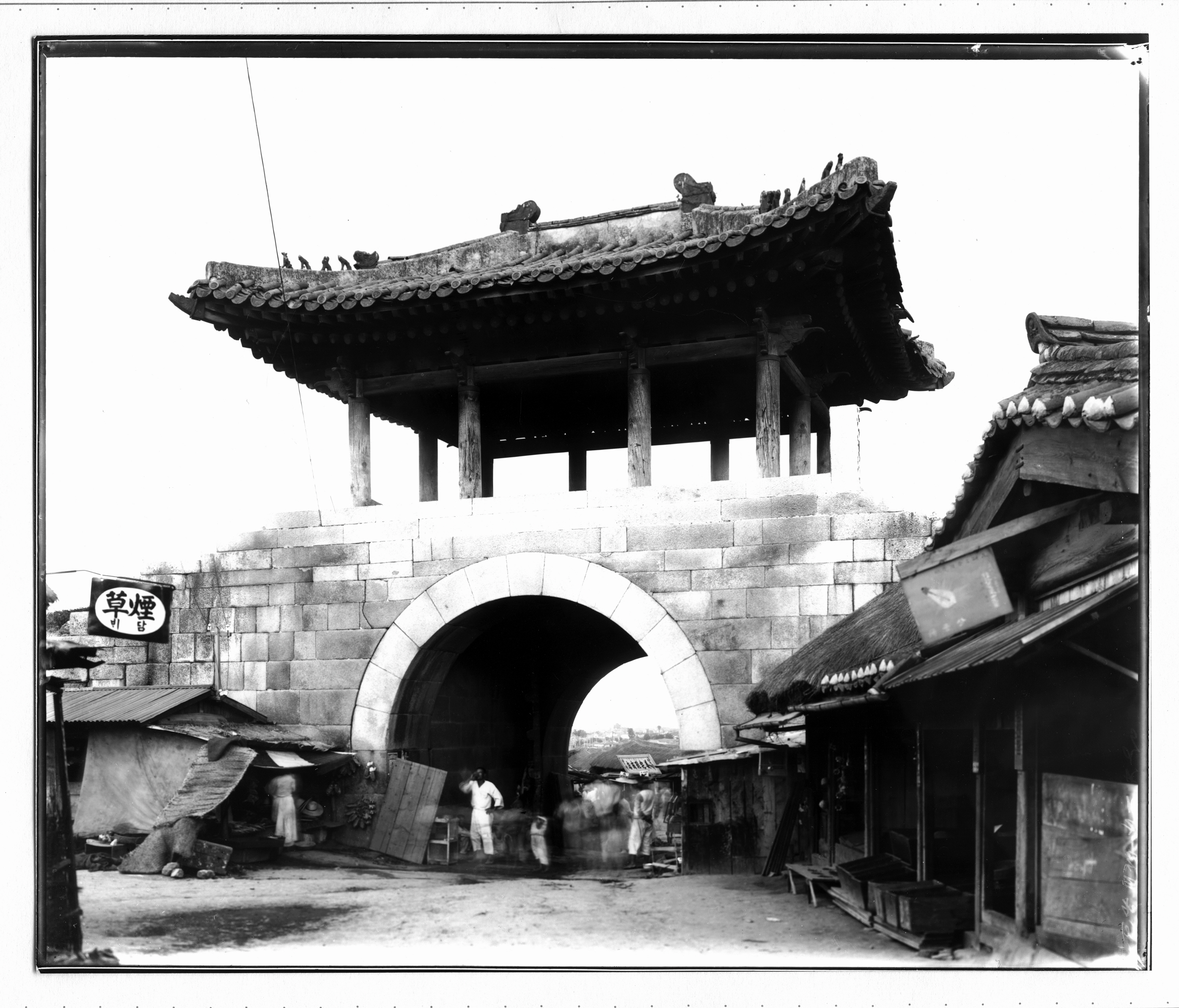
1916년에 도성 내부에서 촬영한 광희문의 모습. 아래 담배 간판과 인력거가 보인다. 문루 여장이 무너져 있다.
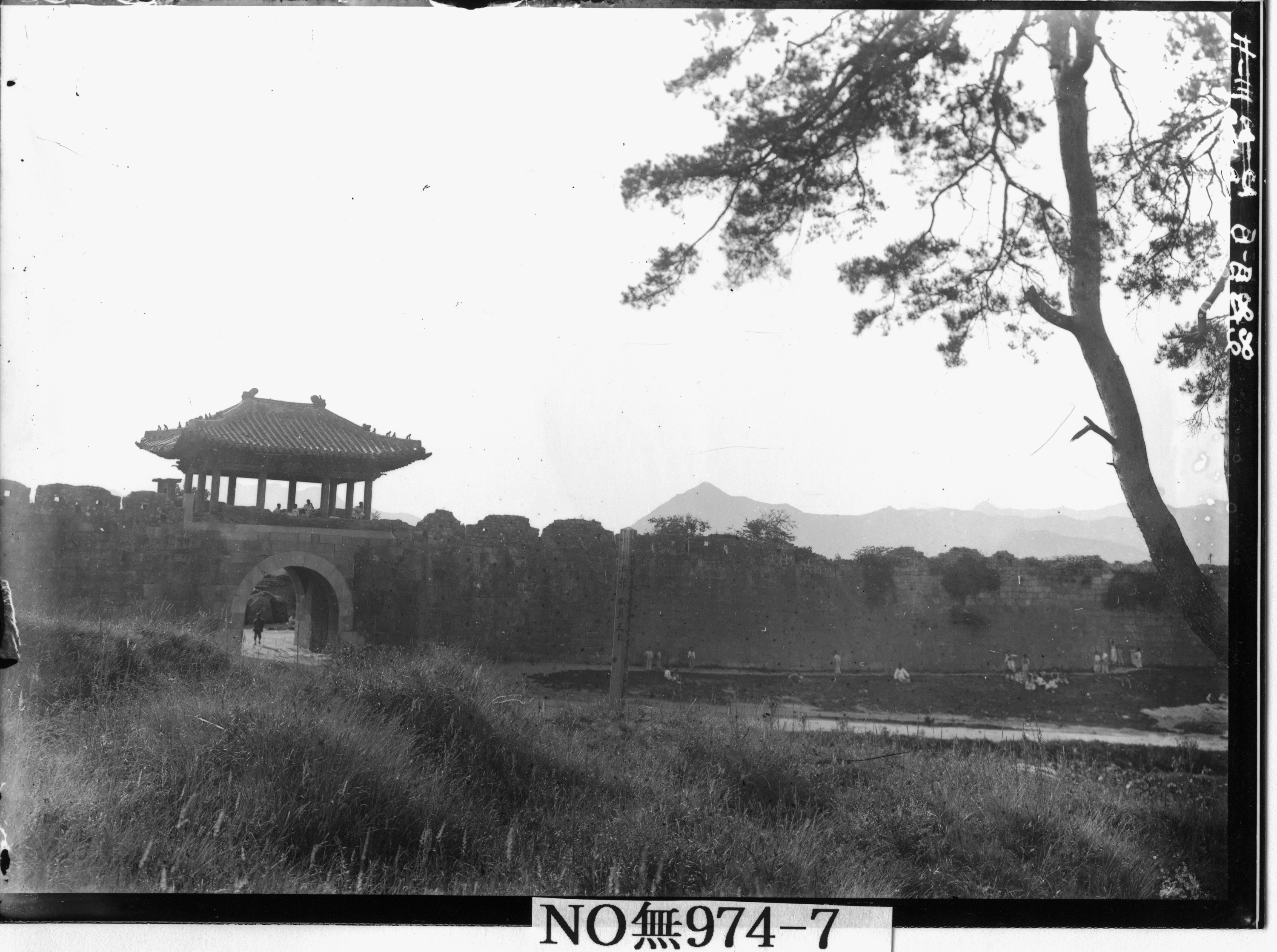
1916년의 광희문 전경.

일제강점기에는 관리가 제대로 되지 않아 문루 여장이 무너지고, 걸인들이 근처를 배회하는 등 위생상의 문제도 대두됐다. 이에 따라 1928년에 고적보존회는 자금 부족으로 관리하기가 힘들다는 이유로 혜화문과 함께 문루를 철거하였다. 육축은 철거하지 않고 6.25 전쟁 이후에도 계속 유지되었으며, 1966년에 퇴계로의 확장을 위해 철거가 재논의되었지만 결국 유지하기로 결정했다.
1975년에는 퇴계로와 왕십리를 잇는 간선도로에 방해가 된다는 이유로 섬처럼 도로 한 가운데에 있던 것을 남쪽으로 12m 옮겨 다시 복원했다. 복원 시 문루 12평을 새로 짓고 주변의 200평을 녹지화하였다. 이때 현판은 김응현이 썼다. 2014년 2월 17일에는 39년 만에 일반인에게 개방되었으며, 같은 해 4월에는 구청에서 관광객이 2층 문루 안에 들어갈 수 있도록 '광희문성곽코스'를 선보였다.

## 건축적 특징
광희문의 육축 높이는 6 m, 폭은 8.7 m이다. 숭례문과 흥인지문을 제외한 다른 문들과 동일하게 단층으로 된 목조 문루가 설치되어 있다. 문루의 높이는 5.9 m이다. 지붕은 초익공계 우진각지붕이다.(p. 13) 홍예의 천장에는 사신도에 따라 청룡과 황룡을 여의주를 사이에 두고 좌우로 배치하여 흥인지문의 것과 유사한 꼴로 만들었다.(p. 80) 추녀마루 위에는 장식기와로 용두와 잡석 7개를 두었는데, 이는 다른 단층 문루들과 일치한다.(p. 81)

## 용도

### 간문
한양도성의 문은 정문과 간문으로 구분했는데, 광희문은 간문에 속하였다. 이에 따라 사신을 환영할 때 사대교린의 원칙에 따라 교린의 관계인 일본 사신들은 간문인 광희문을 통과해 도성에 들어왔다. 뿐만 아니라 개폐 절차와 입직군사에도 차이가 있었다. 정4품인 호군과 30인의 수문병이 근무하던 정문과는 다르게 광희문에는 종6품인 부장 2인과 수문병 10명이 문을 지켰다. 개폐의 절차도 달랐다. 선전표신과 부험이 모두 필요한 정문과는 다르게 간문이었던 광희문은 개문표신만으로 열었다. 그러나 문을 계속 열어두어야 하는 날에는 광희문에도 선전표신이 갔다.

### 시구문

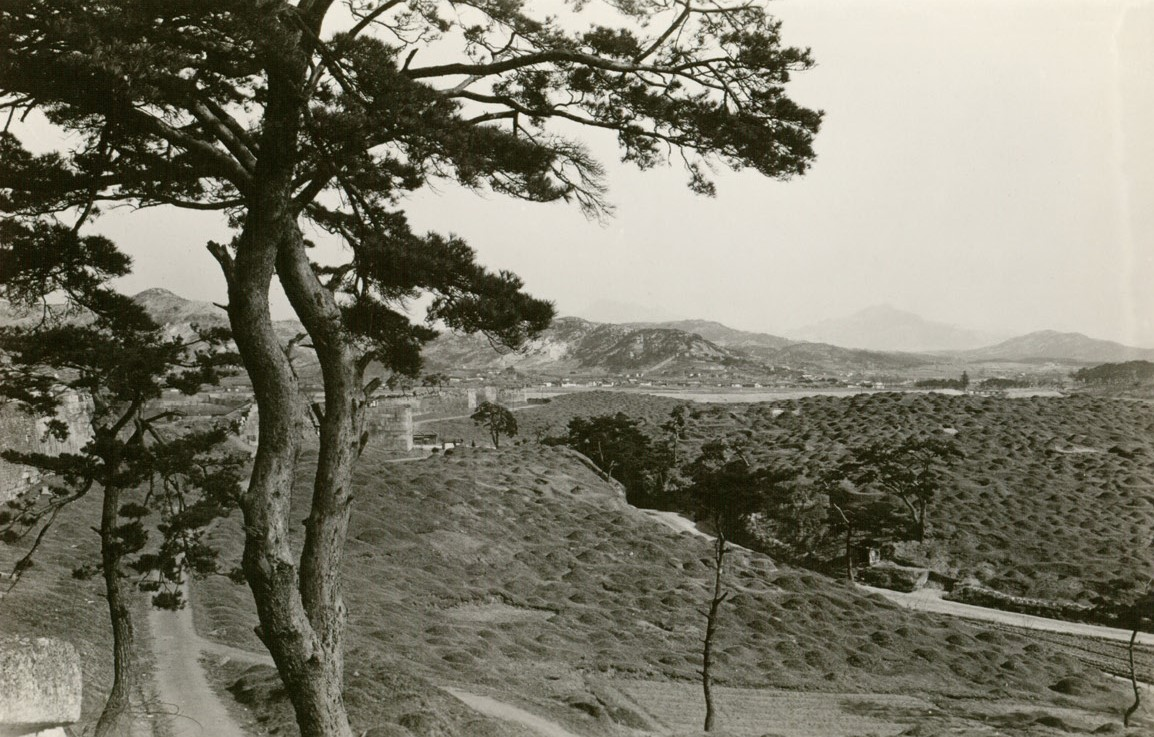
광희문 외부 신당리 내지인 공동묘지 일원.

도성 내부에는 시신을 매장할 수 없었고, 장례행렬이 통과할 수 있는 문은 사소문(四小門)중에서도 소의문과 광희문밖에 없었다. 창의문은 산에 있는데다 출입이 불편했고, 혜화문은 닫혀있는 숙정문을 대신해 북문으로 쓰인 까닭이었다. 따라서 광희문으로 시신이 통과하는 경우가 많았는데, 일반 백성들뿐 아니라 왕의 친척의 경우도 마찬가지였다. 경빈 김씨, 명온공주, 희빈 장씨의 장례행렬이 광희문을 통과했다. 능(陵)을 제외하고 동쪽에 위치한 원(園)과 묘(墓)로 향할 때 이 문이 사용된 것이다. 심지어 광희문 바깥은 금표여서 묘를 쓰는 것이 금지되었음에도 불구하고 영도교 부근과 함께 무덤이 가장 많은 곳이 되었다.
조선 후기에는 연산군 대에 혁파되었던 동활인서를 동부 숭신방(崇信坊)에서 남부 두모방(豆毛坊)으로 옮겨 설치하였다. 활인서에서는 환자를 격리하고 치료하는 것 이외에도 병들어 죽은 자를 처리하는 일도 담당하였으며, 이를 처리하기 위해 광희문 바깥에 시체를 매장하여 무덤을 만들었다.
이런 연유로 시신이 지나다니는 문이라는 의미의 시구문(屍口門)이라는 이명이 붙여졌다. 광희문은 부정한 문, 즉 부정문(不淨門)으로 취급되기도 하여 한양도성의 문을 부를 때 이 문을 제외하고 8문이라고 부르기도 했다. 문에 대한 인식이 민간에 정착함에 따라 광희(光明)라는 이름보다도 수구문이라는 이름으로 불리기 시작하였고, 《지봉유설》 등 17세기에는 남소문의 이름을 광희문으로 혼동하는 경우도 발생한다.
광희문 인근 지역 마을 이름에 '신당(神堂)'이 들어가 현재 신당동이라는 이름이 만들어진 까닭을 광희문이 갖는 죽음에 대한 속성과 결부짓는 해석도 존재한다. 광희문이 죽음과 관련되어 주변에 무녀촌이 형성되어 신당이 들어섰다는 것이 이 해석의 골자이다.
고종 연간에는 광희문 외곽 구릉지에는 묘지가 빽빽하게 들어섰다. 1902년에는 일본인을 위한 화장터가 생기고, 신당리 공동묘지가 조성되었다. 가난한 하층민들이 여기에 불법 건축물을 지어 거주하기도 하였다. 공동묘지 한가운데에 움막을 지어 아편굴을 만드는 사례도 나타났다.
1907년 8월 1일에는 대한제국 군대해산에 항거하다 살해당한 병사들의 시신이 광희문 바깥에 버려진 모습이 프랑스 〈릴뤼스트라시옹〉지에 실리기도 하였다. 이 때 광희문 바깥에 놓인 시신은 총 60구로, 친척이 찾아오지 않은 시신은 모두 광희문 바깥 묘지에 묻었다.

## 가톨릭 성지
1801년 신유박해 당시 수많은 가톨릭 선교사들과 신자들이 처형당했는데, 이 때 친지를 찾지 못한 시신들은 당시 시구문이었던 광희문을 통과해 바깥에 버려졌다. 총 순교자 중 794명의 시신이 광희문을 통해 버려졌는데 그중 54구는 신유박해(1801)에서 병오박해(1846) 시기에, 나머지 740구는 병인박해(1866)에서 기묘박해(1879) 시기에 버려진 것으로 추정된다. 특히 성인 103위 중 44위, 복자 124위 중 27위가 이곳에 묻히고 유기된 것으로 추정된다.
이에 따라 천주교 서울대교구는 1999년 5월에 현양탑을 설치하고, 2008년 4월에는 제대를 설치하였으며 2014년 8월에 광희문 앞에 순교현양관을 설치했다.

## 갤러리

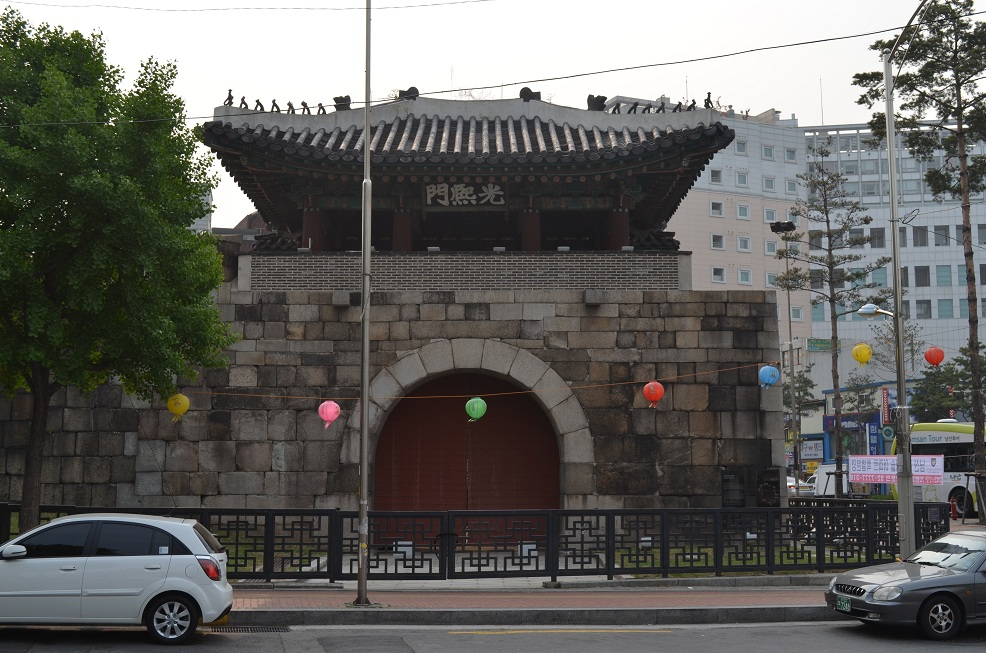
복원된 광희문 정면
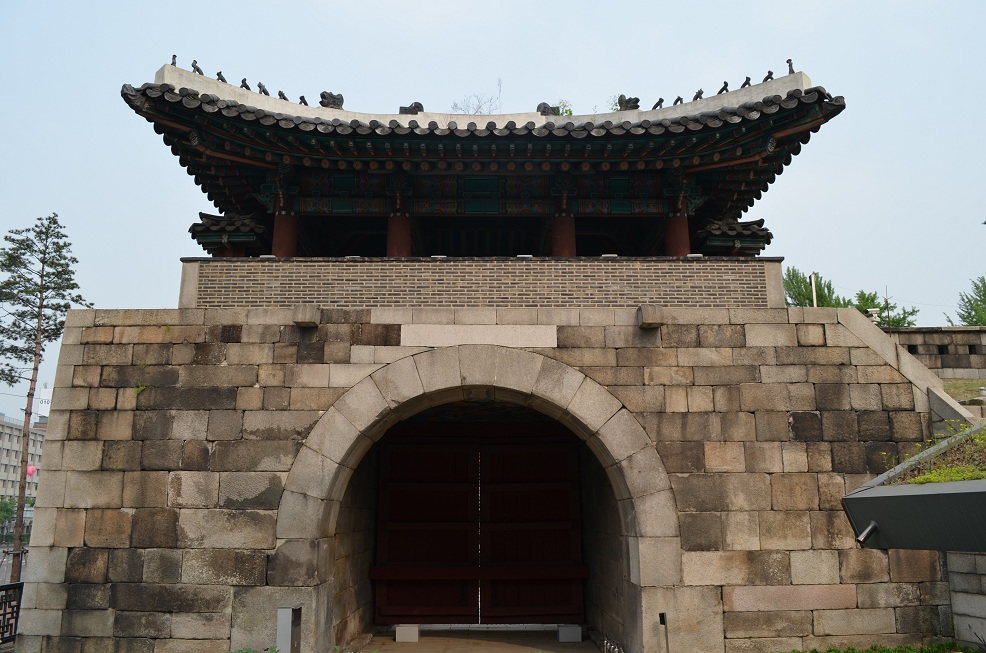
광희문 배면
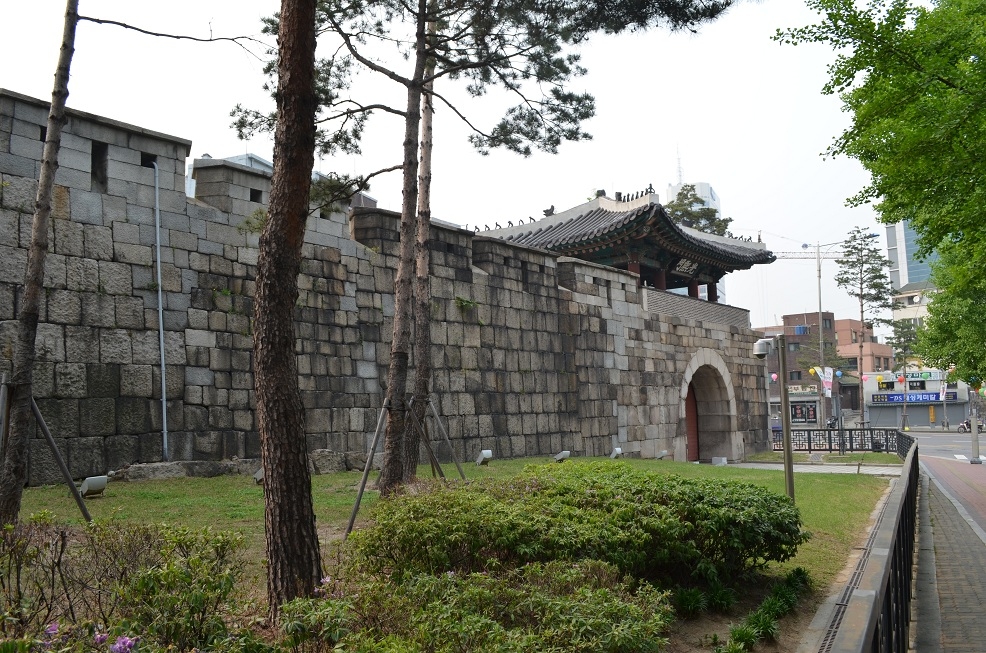
광희문 성벽쪽에서 찍은 모습
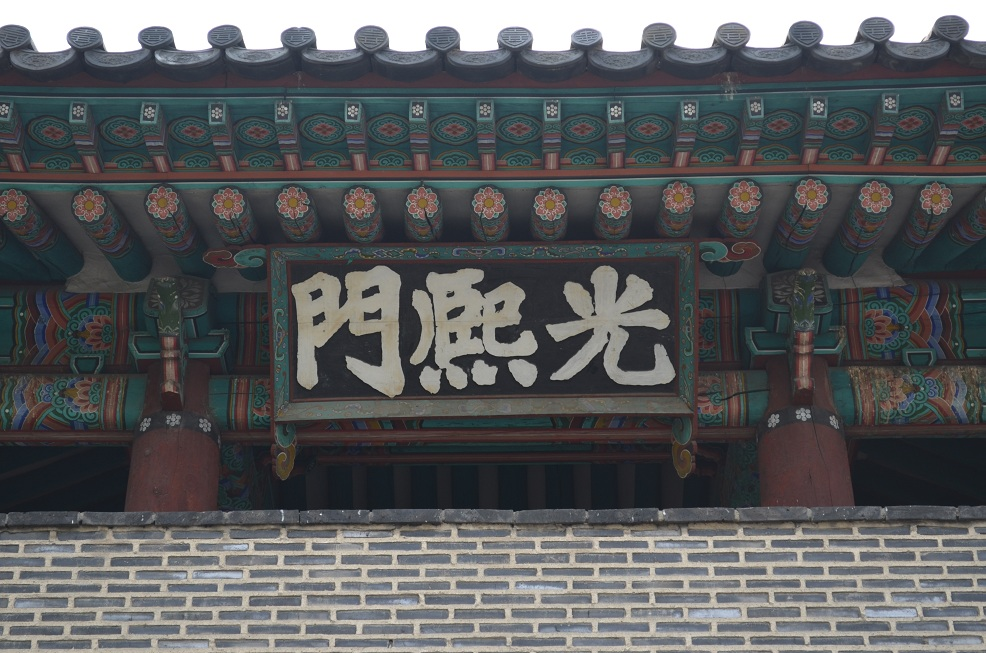
광희문 현판
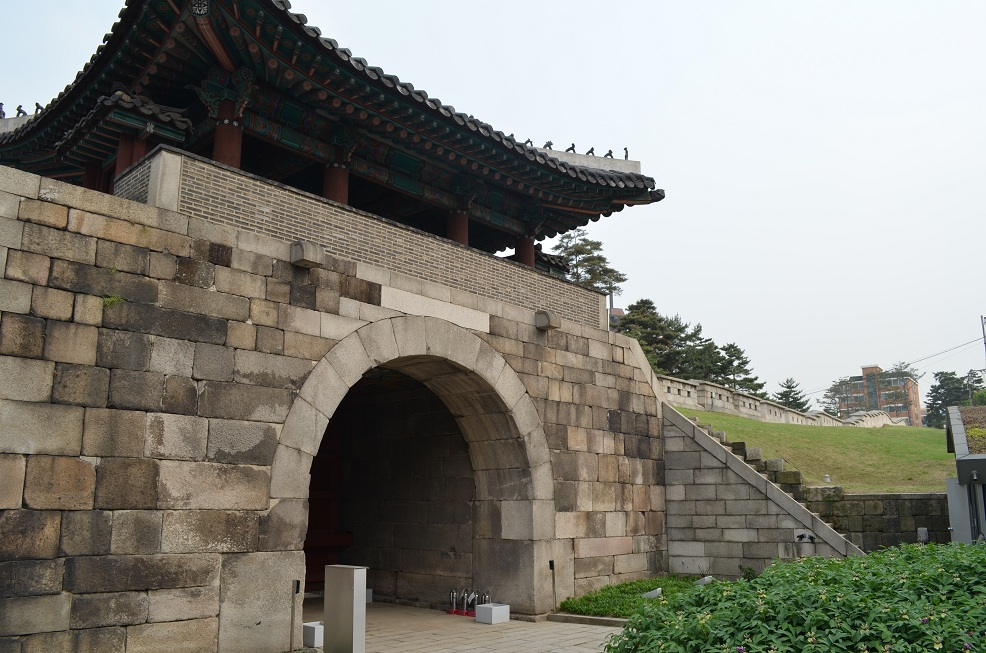
광희문 후면에서 성벽이 드러나게 찍은 모습
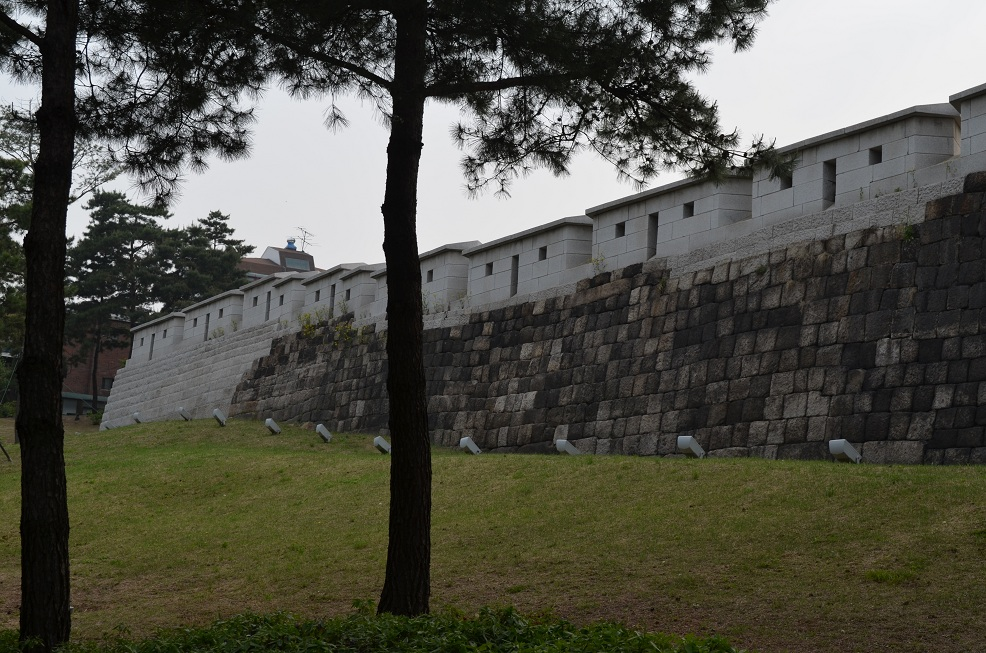
정면에서 찍은 광희문 성벽
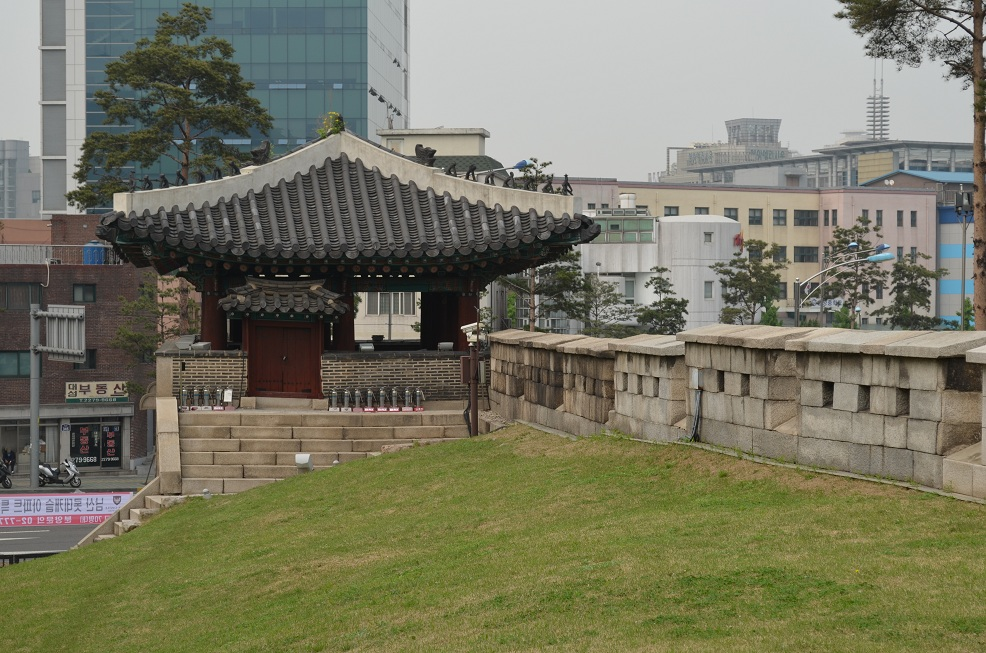
광희문 남쪽에서 찍은 모습
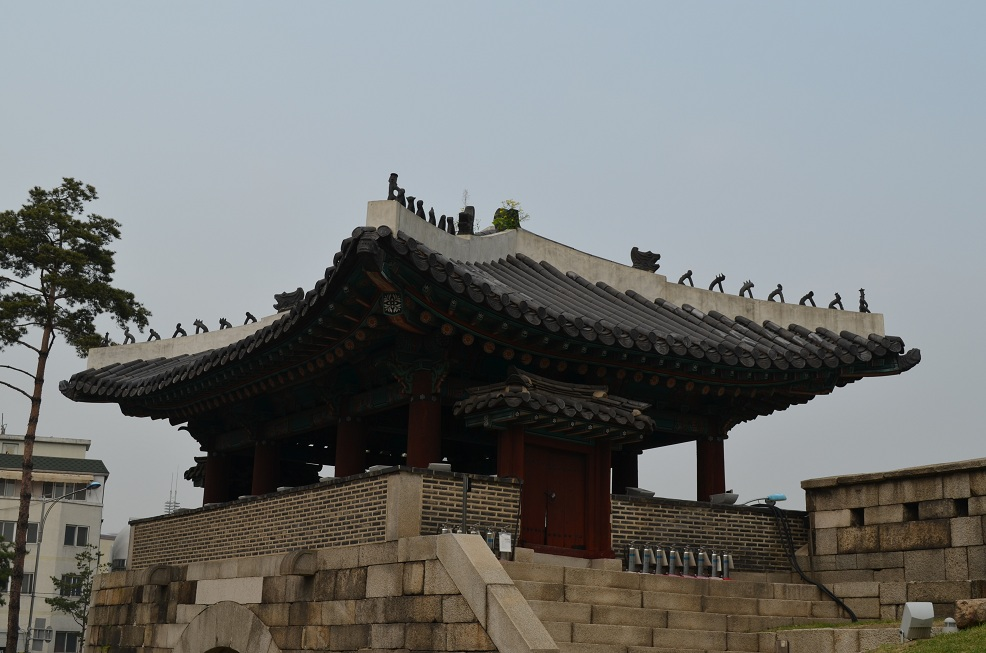
광희문 문루
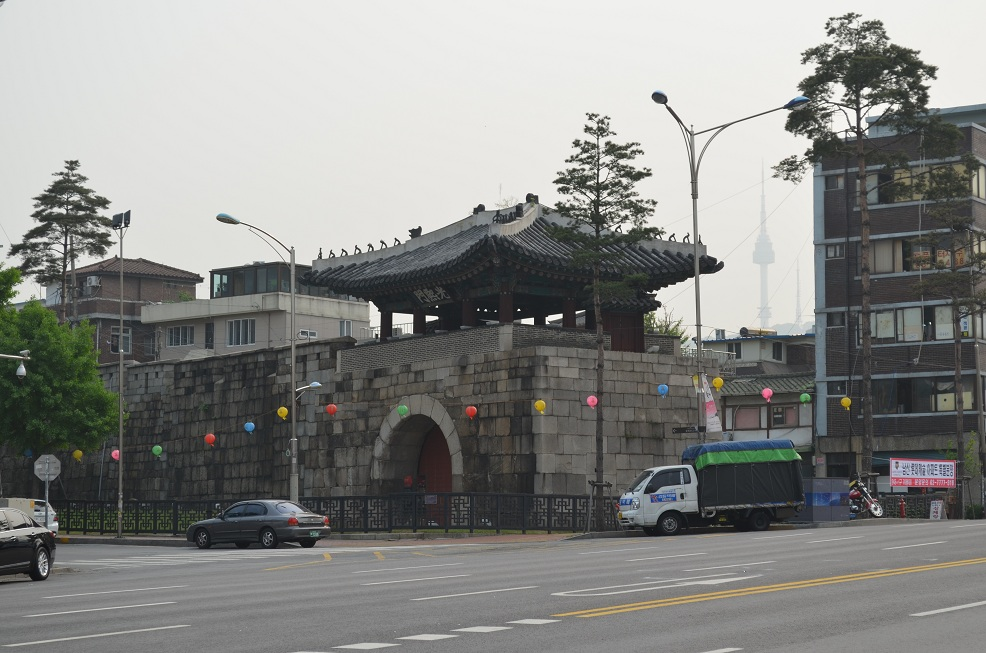
길 건너 찍은 모습

## 주해
1. ↑  《태조실록》에는 홍화문은 속칭 동소문(東小門), 흥인문은 속칭 동대문(東大門), 광희문은 속칭 수구문(水口門), 숭례문은 속칭 남대문(南大門), 소덕문은 속칭 서소문(西小門)이라 하였다고 적혀 있다.
2. ↑  15m로 알려져 있었지만 12m가 정확하다.[13]
3. ↑  지금의 서울특별시 중구 신당동에 해당한다. 동활인서 터는 서울특별시 중구 신당동 236번지에 위치해있다.